# Ola Molin
Ola Molin (* 19. September 1974) ist ein schwedischer Badmintonspieler. 

## Karriere
Ola Molin siegte 1999 bei den Czech International sowie 2000 bei den Norwegian International und den Austrian International. 2001 nahm er an den Badminton-Weltmeisterschaften teil. 2005 gewann er seinen einzigen nationalen Titel in Schweden.

## Sportliche Erfolge
| Saison    | Veranstaltung                     | Disziplin    | Platz | Name                                    |
| --------- | --------------------------------- | ------------ | ----- | --------------------------------------- |
| 1995/1996 | Schweden: Einzelmeisterschaft U22 | Mixed        | 1     | Ola Molin / Jenny Karlsson (IFK Umeå)   |
| 1995/1996 | Schweden: Einzelmeisterschaft U22 | Herrendoppel | 1     | Anders Hörnlund / Ola Molin (IFK Umeå)  |
| 1999      | Czech International               | Mixed        | 1     | Ola Molin / Johanna Persson             |
| 2000      | Norwegian International           | Mixed        | 1     | Ola Molin / Johanna Persson             |
| 2000      | Austrian International            | Mixed        | 1     | Ola Molin / Johanna Persson             |
| 2001      | Weltmeisterschaft                 | Mixed        | 33    | Ola Molin / Johanna Persson             |
| 2004/2005 | Schweden: Einzelmeisterschaft     | Herrendoppel | 1     | Henrik Andersson / Ola Molin (IFK Umeå) |

## Referenzen
- http://bwf.tournamentsoftware.com/profile/overview.aspx?id=96C61C2D-5538-4902-840F-FBC4B1CB3D36

| Personendaten    | Personendaten                 |
| ---------------- | ----------------------------- |
| NAME             | Molin, Ola                    |
| KURZBESCHREIBUNG | schwedischer Badmintonspieler |
| GEBURTSDATUM     | 19. September 1974            |